# Мохамед Шикото
Мохамед Фернандо Шикото (фр. Mohamed Francisco Chikoto, нар. 28 лютого 1989, Параку) — нігерський футболіст, захисник. Відомий за виступами у складі низки футбольних клубів африканських країн, та у складі збірної Нігеру.

## Клубна кар'єра
Мохамед Шикото народився в бенінському місті Параку, пізніше перебрався з родиною до Нігеру. Розпочав займатися футболом у нігерському клубі «Агуле». З 2006 року Шикото грав у клубі «Сахель» зі столиці країни Ніамея, у складі якого був одним із основних гравців захисної ланки, двічі ставав чемпіоном країни та один раз володарем кубка країни. У 2011 році Мохамед Шикото перейшов до південноафриканського клубу «Платинум Старз», проте грав у ньому рідко, й наступного року став гравцем туніського клубу «Ла-Марса», в якому, втім також не став гравцем основного складу, і за рік знову змінив команду, ставши гравцем камерунського клубу «Котон Спорт», який у цьому сезоні став чемпіоном Камеруну, проте вклад Шикото у перемогу був незначним, оскільки він зіграв лише 2 матчі в чемпіонаті країни.
У 2014 році Мохамед Шикото став гравцем алжирського клубу «Оран», у якому, щоправда, також не став гравцем основного складу, зігравши за два роки лише 7 матчів у чемпіонаті країни. У 2016 році Шикото став гравцем нижчолігового французького клубу «Паньї-сюр-Мозель», у якому грав до 2019 року.

## Виступи за збірну
Мохамед Шикото у 2008 році став гравцем національної збірної Нігеру. У складі збірної брав участь у Кубку африканських націй 2012 року та Кубку африканських націй 2013 року. У складі збірної грав до 2016 року, у складі збірної зіграв 48 матчів, у яких відзначився 2 забитими м'ячами.